# Roger de Lacy

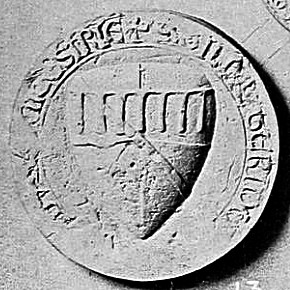
Siegel von Roger de Lacy

Roger de Lacy (eigentlich Roger FitzJohn) († 1. Oktober 1211 in Stanlaw Abbey) war ein anglonormannischer Adliger.

## Herkunft
Roger de Lacy wurde als Roger FitzJohn als ältester Sohn von John FitzRichard, Lord of Halton, und von Alice, einer Tochter von Robert of Essex und von dessen Frau Alice geboren. Seine Mutter war eine Cousine von William de Mandeville, 3. Earl of Essex und eine Nichte von Aubrey de Vere, 1. Earl of Oxford. Rogers Großmutter väterlicherseits Aubrey de Lisours war eine Tochter von Robert de Lisours sowie eine Cousine von Robert de Lacy († 1193), dem letzten direkten männlichen Nachkommen von Ilbert de Lacy der im späten 11. Jahrhundert Lord of Pontefract war. Rogers Großmutter Aubrey erbte nach Robert de Lacys Tod 1193 Pontefract und Clitheroe.

## Aufstieg unter Richard Löwenherz
Nach dem Tod seines Vaters, der 1190 während des Dritten Kreuzzugs starb, erbte Roger 1191 das Amt des Constable von Chester. Dazu betraute ihn der Kanzler William Longchamp, der während der Abwesenheit von König Richard Löwenherz Regent von England war, mit der Verwaltung von Tickhill und Nottingham Castle. In dieser Funktion ließ Roger zwei Ritter hängen, die geplant hatten, die Burgen dem rebellischen Johann Ohneland, dem Bruder des Königs zu übergeben. Dieser plünderte daraufhin aus Rache Rogers Ländereien. Nach dem Tod seiner Großmutter Aubrey erbte Roger am 21. April 1194 die Besitzungen von Robert de Lacy und nahm den Namen Lacy an, der von dem Dorf Lassy im Calvados abgeleitet war. Am 6. Juni 1194 erließ er als Lord of Pontefract für Pontefract eine Charta.

## Baron und Militär unter Johann Ohneland
Im April 1199 gehörte er zu den Baronen, die dem neuen König Johann nur nach Bestätigung ihrer angestammten Rechte die Treue schworen. Dabei beanspruchte er Besitzungen, die Guy de Laval in der Honour of Pontefract hielt und die 1203 dann auch Lacy zugesprochen wurden. Zwischen dem 25. August und 6. Dezember 1199 begleitete Lacy König Johann, als dieser um sein Erbe in der Normandie, in Maine, im Touraine und im Poitou kämpfte. Dabei wurde er am 23. September Kastellan von Burg Chinon. Im selben Jahr erhielt er Pontefract Castle zurück, das der König beschlagnahmt hatte. Zur Sicherung seiner Loyalität musste er dem König seinen ältesten Sohn als Geisel stellen, doch danach stand er bei Johann in hoher Gunst. Im Oktober oder November 1200 geleitete er den schottischen König Wilhelm I. nach Lincoln, wo dieser am 22. November König Johann für seine englische Besitzungen huldigte. 1201 überprüfte er zusammen mit William Marshal, 1. Earl of Pembroke und mit einem Heer von 200 Rittern Grenzverletzungen in der Normandie. Während des 1202 begonnenen neuen Französisch-Englischen Kriegs kontrollierte Lacy 1202 Schiffe auf der Seine und bürgte im April 1203 für die Treue von Earl Ranulf of Chester. Im selben Jahr bot er £ 1000 für die Vormundschaft und für die Verwaltung der Ländereien des minderjährigen Richard de Montfichet, die ihm dann auch zugesprochen wurde.

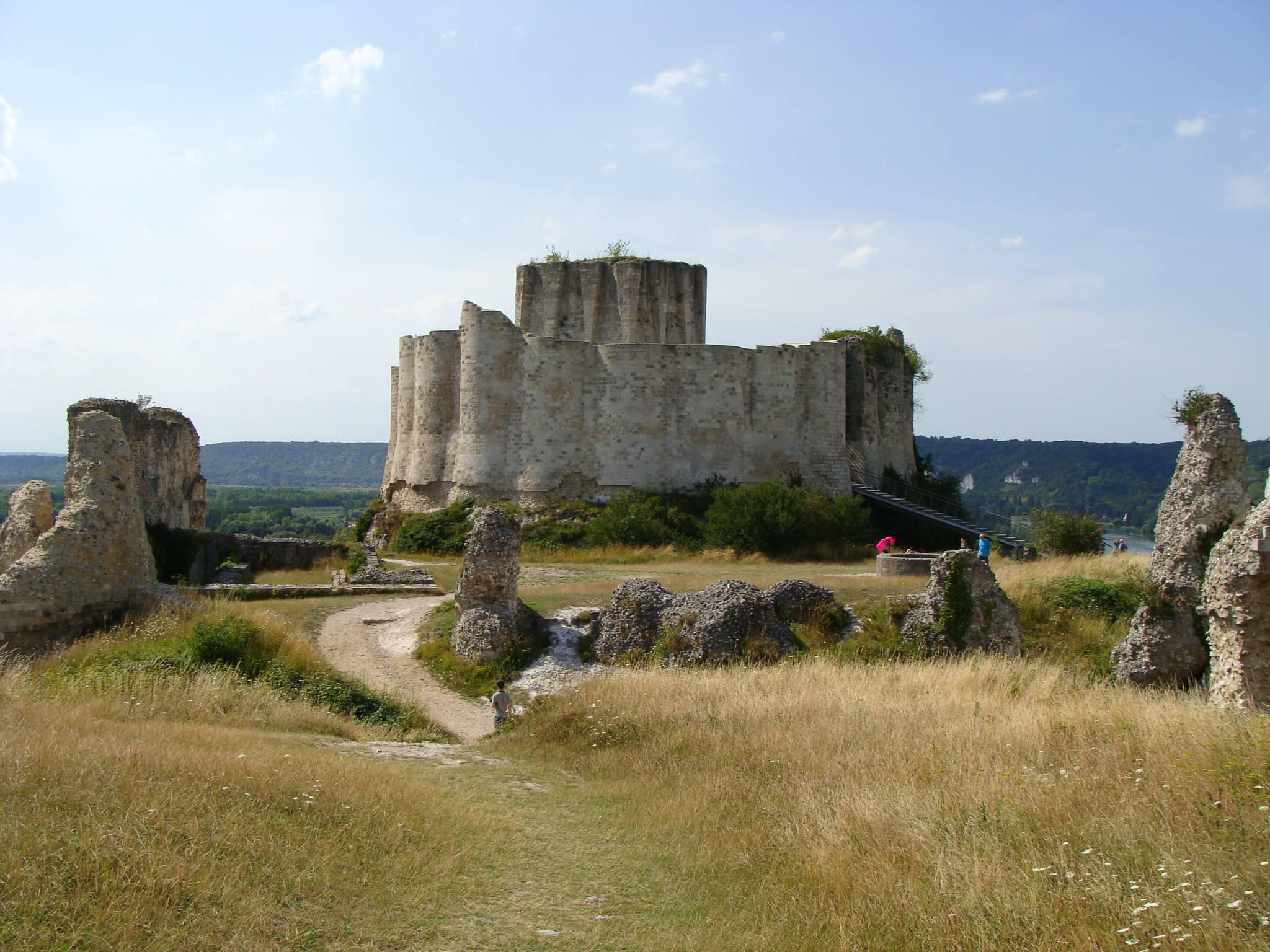
Die Ruine von Château Gaillard, das Roger de Lacy nach langer Belagerung 1204 übergeben musste

Ab August 1203 wurde Lacy vom französischen König Philipp II. in dem mächtigen Château Gaillard in der Normandie belagert. Lacy verteidigte die Burg mehrere Monate lang entschlossen, musste jedoch am 6. März 1204 die ausgehungerte Burg übergeben. Der französische König nahm ihn aufgrund seiner Tapferkeit nicht in Haft, und König Johann steuerte einen Teil zum Lösegeld bei, das £ 1000 betrug. Johann belohnte ihn nach seiner Freilassung mit dem Amt des Sheriffs von Yorkshire und Cumberland, was Lacy bis 1209 blieb. Als im Winter von 1204 bis 1205 Nordengland am Rand der Rebellion gegen den König stand, blieb Lacy ein treuer Unterstützer des Königs und befestigte Carlisle Castle. Im Frühjahr 1205 stellte er gegen eine befürchtete französische Invasion in England ein Aufgebot auf. In den nächsten Jahren gehörte Lacy oft zum engen Gefolge des Königs, der mehrfach mit ihm um Geld spielte. 1205 erwarb Lacy die Baronie von Penwortham in Lancashire, nachdem er die Schulden des Vorbesitzers Hugh Buissel übernommen hatte. Als es 1210 zu einem Krieg mit dem walisischen Fürsten Llywelyn ab Iorwerth kam, zog Lacy mit einem Heer in die Welsh Marches, wo er angeblich den belagerten Earl Ranulf of Chester in Rhuddlan Castle entsetzt haben soll. Seine erbitterten Angriffe auf die Waliser brachten ihm den Beinamen Roger of Hell ein.

## Heirat und Nachkommen
Lacy hatte Maud de Clere geheiratet, deren Bruder William de Clere Schatzmeister der Kathedrale von York war. Mit ihr hatte er mindestens zwei Söhne:
- John de Lacy, 1. Earl of Lincoln
- Roger de Lacy

Möglicherweise hatte er noch einen weiteren Sohn, Robert de Lacy, der als Constable von Flamborough diente. Da sein ältester Sohn und Erbe John noch minderjährig war, übergab König Johann nach Johns Tod die Verwaltung seiner Besitzungen an seine Beamten Henry of London und William of Harcourt.
Rogers Hauptsitze waren Pontrefract in Yorkshire, Clitheroe in Lancashire und Halton gewesen. Er wurde in Stanlaw Abbey beigesetzt, wo er auch gestorben war. Für das von seinem Vater gegründete Kloster hatte er großzügige Schenkungen gemacht. Mit weiteren Schenkungen bedachte er auch die Klöster von Byland, Fountains, Kirkstall, Kirkstead, Pontefract, Sallay und Watton.
Der Chronist Roger von Wendover lobte ihn als großen und kriegerischen Mann und als ehrenwerten und außergewöhnlichen Ritter.